# Силяохъ
Силяохъ или Западна Ляохъ (на китайски: 西遼河; на пинин: Xīliáo Hé) е река в Североизточен Китай, в автономен регион Вътрешна Монголия и провинции Дзилин и Ляонин, дясна съставяща на река Ляохъ, вливаща се в Ляодунския залив на Жълто море. С дължина 449 km (с дясната съставяща я река Лаохахъ 829 km) и площ на водосборния басейн 147 000 km² река Силяохъ се образува на 282 m н.в. от сливането на двете съставящи я реки Шара Мурен (лява съставяща) и Лаохахъ (дясна съставяща) в югоизточната част на автономния регион Вътрешна Монголия. Река Лаохахъ (380 km) води началото си от хребета Гуонтоушан (съставна част на планината Жъхъ) в провинция Хъбей, а река Шара Мурен (380 km) – от крайните южни разклонения на планината Голям Хинган, в автономния регион Вътрешна Монголия. По цялото си протежение река Силяохъ тече през югозападната полупустинна част на равнината Сунляо в източна посока, а в най-долното си течение – в южна. В най-северната част на провинция Ляонин, на 88 m н.в., се съединява с идващата отляво река Дунляохъ (Източна Ляохъ) и двете заедно дават началото на река Ляохъ, вливаща се в Ляодунския залив на Жълто море. Подхранването ѝ е предимно дъждовно, с ясно изразено пълноводие през юли и август, а от декември до април замръзва. Среден годишен отток в долното течение – около 240 m³/s. Долината ѝ е сравнително слабо населена поради полупустинните райони, през които тече, а по-големите селища по течението ѝ са градовете Кайлу и Тунляо във Вътрешна Монголия и Джендзятун в провинция Дзилин.